# Thân vương Hisaaki
Thân vương Hisaaki (tiếng Nhật: 久明親王, 19 tháng 10 năm 1276 — 16 tháng 11 năm 1328) là Tướng quân thứ 8 của Mạc phủ Kamakura ở Nhật Bản, nắm quyền từ năm 1289 đến năm 1308.